# Interieur (terminologie)

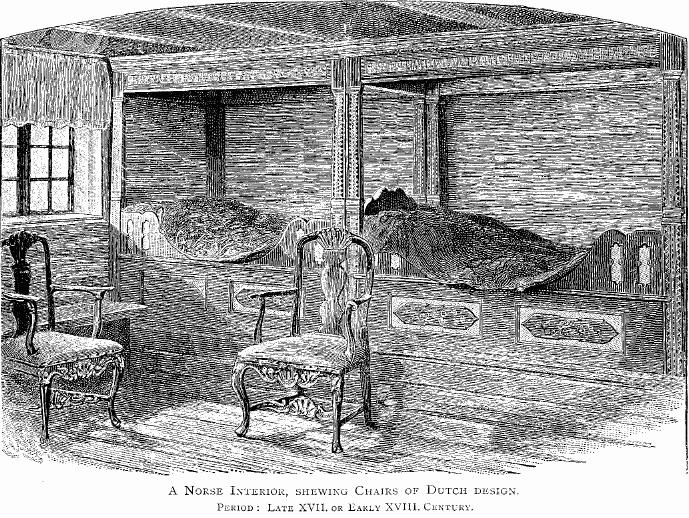
Een Noors interieur uit de zeventiende eeuw met stoelen ontworpen in Nederland, 1893

Interieur is de algemene benaming voor de binnenkant van een object. In het dagelijks spraakgebruik wordt met het "interieur" echter doorgaans de inrichting van een auto, een boot, een huis of een vergelijkbare ruimte bedoeld. Het interieur omvat in deze gevallen met name het meubilair. Het woord wordt zowel gebruikt voor de verzameling van afzonderlijke meubelstukken in een ruimte, als voor het geheel aan meubelstukken. 
Beroepen die zich met het interieur bezighouden, zijn bijvoorbeeld de interieurstylisten en -ontwerpers. Zij houden zich bezig met het aanpassen dan wel verbeteren van de esthetische en praktische kanten van een interieur. Sinds de opkomst van een grote hoeveelheid aan doe-het-zelfprogramma's op de televisie eind jaren 90, heeft deze beroepsgroep in West-Europa meer bekendheid gekregen. Een derde beroepsgroep is de "interieurverzorgster", die de zorg voor de huishoudelijke kanten van het interieur op zich neemt. 

## Etymologie
Het woord "interieur" is afkomstig van het Latijnse woord inter, dat 'tussen' betekent. Vergelijk het woord Internet: het (openbare) netwerk tussen andere netwerken in, het netwerk dat andere netwerken verbindt. Het soortgelijke Latijnse woord intra betekent 'binnenin'. Vergelijk het woord Intranet, een netwerk binnen één organisatie. Het tegenovergestelde van interieur is exterieur. 